# 伊藤博行 (大蔵官僚)
伊藤博行（いとう ひろゆき、1938年1月25日 - ）は日本の大蔵官僚。関税局長、内閣官房内閣内政審議室長などを歴任。現在は公益財団法人日本住宅総合センター評議員。

## 来歴
愛知県名古屋市出身。愛知県立旭丘高等学校、東京大学法学部第1類（私法コース）卒業。1960年 大蔵省に入省する（主税局調査課）。主に主計局と主税局で勤務経験を積む。1981年7月に主税局調査課長となって以降は、主税畑一筋となる。1988年6月 国税庁次長。1989年6月 日本銀行政策委員会大蔵省代表委員。1990年7月 関税局長。1991年6月14日より内閣官房内閣内政審議室長。1993年6月16日に退官。1994年7月1日 住宅金融公庫副総裁（2001年1月31日まで）。

## 職歴
- 1960年4月：大蔵省に入省（主税局調査課）
- 1962年6月：東海財務局理財部
- 1963年6月：大阪国税局調査査察部
- 1964年4月：大臣官房調査課調査主任[5]
- 1965年4月：主計局調査課調査主任[6]
- 1966年7月：津税務署長
- 1967年7月：国税庁調査査察部査察課長補佐
- 1969年7月：国税庁長官官房付（ハーバード大学租税講座）
- 1970年7月：主税局国際租税課長補佐（総括）[7]
- 1972年7月：経済企画庁国民生活局物価政策課長補佐
- 1974年7月：主計局主計官補佐（運輸第一、二係主査）
- 1976年7月：三重県総務部長
- 1978年7月：主計局主計企画官（調整担当）[8]
- 1979年7月：主計局調査課長
- 1980年6月：主計局主計官（運輸、郵政、電電担当）
- 1981年7月：主税局調査課長
- 1982年6月：主税局税制第二課長
- 1983年6月：主税局税制第一課長
- 1984年6月：主税局総務課長
- 1985年6月：名古屋国税局長
- 1986年6月：国税不服審判所次長
- 1987年6月：国税庁直税部長
- 1988年6月：国税庁次長
- 1989年6月：日本銀行政策委員会大蔵省代表委員
- 1990年7月：関税局長
- 1991年6月：大臣官房付
- 1991年6月：内閣官房内閣内政審議室長
- 1993年6月：退官